# Pravidla hry go

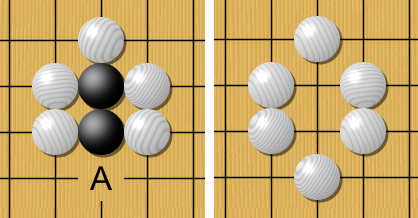
Příklad sebrání skupiny dvou kamenů. Bílý tahem na A odebírá černé skupině poslední svobodu (skupina byla před tím v atari) a odebírá ji z desky

Pravidla hry go jsou sice podobná ve všech zemích, kde se hra go hraje, ale v některých podrobnostech se liší.

## Stručná pravidla
- Hraje se na čtvercové desce 19×19 průsečíků. Hráči – černý a bílý – střídavě kladou kameny na volné průsečíky. Položené kameny se po desce dále nijak neposunují. Začíná černý.
- Několik kamenů stejné barvy tvoří tzv. skupinu, pokud lze z každého z nich na libovolný jiný přejít kroky po (svisle či vodorovně) sousedících kamenech této barvy. Prázdný průsečík sousedící se skupinou se nazývá svoboda skupiny. Pokud hráč svým tahem odejme soupeřově skupině poslední svobodu, vyjme tuto skupinu z desky a nechá si kameny jako tzv. zajatce.
- Je zakázáno provést sebevraždu (sebrat svým tahem své skupině poslední volný průsečík). Pokud ovšem hráč svým tahem zajme soupeřovy kameny, o sebevraždu se nejedná, protože takto jeho skupina bez svobod nezůstane.
- Hráč nesmí svým tahem způsobit opakování pozice (rozmístění kamenů na desce) před bezprostředně předcházejícím tahem soupeře (pravidlo kó コウ). Některé systémy pravidel tento zákaz rozšiřují na opakování pozice před kterýmkoliv, tj. nejenom bezprostředně předcházejícím, tahem soupeře.
- Hráč se může svého tahu vzdát slovem pass. Pokud to udělají oba hráči ihned po sobě, partie končí. Hráči se shodnou na tom, které skupiny by byly nepochybně zajaty; takové skupiny si soupeř vezme jako zajatce. (Neshody jsou velmi řídké a řeší se dohráním situace podle zvláštních pravidel, například tak, že za každý hráčův pass získá soupeř bod navíc.) Oba soupeři pak spočítají své skóre, které je tvořeno prázdnými průsečíky v území, které ohraničili, a zajatci, které získali. Hráč s větším počtem bodů vyhrává. Pro kompenzaci výhody prvního tahu se obvykle bílému přičítá tzv. komi, které činí nejčastěji 5,5, 6,5, nebo 7,5 bodu (polovina bodu zajišťuje nemožnost remízy).

## Pravidla podrobně

### Hraje se na čtvercové desce 19×19 průsečíků
Toto pravidlo platí obecně pro všechny partie, které nejsou cvičné nebo na záměrně menší desce. Větší desky se nepoužívají. Menší gobany jsou také čtvercové a vesměs s lichým počtem průsečíků.
Poznámka:
Ve skutečnosti není obvykle deska přesně čtvercová, ale má tvar obdélníku, s delší stranou ve směru spojnice hráčů. Protože se na ni hráči ze svých pozic dívají šikmo, jeví se jim tak bližší čtverci, než kdyby skutečně měla tvar čtverce.

### Hráči – černý a bílý – střídavě kladou kameny na volné průsečíky
Toto pravidlo platí obecně. Každý hráč se může svého tahu vzdát (slovem pass).

### Začíná černý
Toto pravidlo plně platí v rovných partiích. V případě, že se hrají partie s handicapem, považuje se za první tah černého položení handicapových kamenů. Způsob, jak klást handicapové kameny se může lišit. Běžné je kladení na určené body v určeném pořadí, ale v historii existovala i pravidla, umožňující černému položit kameny kamkoliv.

### Braní kamenů
Kameny, které jsou přímo spojeny čarami mezi průsečíky, tvoří jeden celek - skupinu. Pokud dojde k braní, musí být celá skupina sebrána naráz.
Z každé skupiny, která je na gobanu, musí vést alespoň jedna spojnice na neobsazený průsečík. Každý takový volný průsečík se nazývá svoboda skupiny. Pokud skupina přijde tahem soupeře o poslední svobodu, je odebrána z hrací desky.
Poznámka: Samostatný kámen, položený mimo okraj gobanu, má čtyři svobody. Kámen na okraji gobanu má jen tři svobody - myšlené průsečíky za okrajem hrací desky se nepočítají. Kámen v rohových průsečících má jen dvě svobody. Z vlastností průsečíků na okrajích a rozích vyplývají pak i některé taktické obraty v jejich blízkosti.

### Sebevražda
Je zakázáno položit kámen takovým způsobem, aby skupina kamenů, k níž byl přiložen, ztratila poslední svobodu. Toto pravidlo se týká situace po dokončení tahu. Pokud hráč svým tahem odebírá poslední svobodu nějaké soupeřově skupině, nejedná se o sebevraždu a provedení tahu je v souladu s pravidly. Je to proto, že součástí tahu je i odebrání zajatých kamenů z gobanu.
Příklad: V prvním případě nesmí černý táhnout na bod a, protože by se jednalo o sebevraždu. V situaci na druhém diagramu je však takovýto tah přípustný, protože tento tah odebírá bílému poslední svobodu a po odebrání mrtvých bílých kamenů má každá černého skupina dostatek svobod, jak je vidět na třetím diagramu.
Poznámka: Podle Ingových pravidel sebevraždu spáchat lze.
|  |  |  |  |  |  |  |  |  |
|  |  |  |  |  |  |  |  |  |
|  |  |  |  |  |  |  |  |  |
|  |  |  |  |  |  |  |  |  |
|  |  |  |  |  |  |  |  |  |
|  |  |  |  |  |  |  |  |  |
|  |  |  |  |  |  |  |  |  |
|  |  |  |  |  |  |  |  |  |
|  |  |  |  |  |  |  |  |  |

|  |  |  |  |  |  |  |  |  |
|  |  |  |  |  |  |  |  |  |
|  |  |  |  |  |  |  |  |  |
|  |  |  |  |  |  |  |  |  |
|  |  |  |  |  |  |  |  |  |
|  |  |  |  |  |  |  |  |  |
|  |  |  |  |  |  |  |  |  |
|  |  |  |  |  |  |  |  |  |
|  |  |  |  |  |  |  |  |  |

|  |  |  |  |  |  |  |  |  |
|  |  |  |  |  |  |  |  |  |
|  |  |  |  |  |  |  |  |  |
|  |  |  |  |  |  |  |  |  |
|  |  |  |  |  |  |  |  |  |
|  |  |  |  |  |  |  |  |  |
|  |  |  |  |  |  |  |  |  |
|  |  |  |  |  |  |  |  |  |
|  |  |  |  |  |  |  |  |  |

## Konec partie
Partie končí poté, co se oba hráči po sobě vzdají tahu a shodnou se na statutu skupin na desce.

## Zvláštní pozice

### Seki
Seki je zvláštní lokální situace, v níž ani jeden hráč nemůže táhnout, pokud nechce své kameny ztratit.
Některé druhy seki ale nemusí být seki vždy: Seki svázané pomocí dvojitého ko není seki, pokud se hraje podle Ingových pravidel.

### 4 v rohu
Pozice, zvaná 4 v rohu je podle japonských pravidel považována za prohranou pro toho, kdo tento tvar uvnitř své skupiny má.

### Trojité ko
Trojité ko a jiné zvláštní situace vedoucí k opakování pozice na desce se podle japonských pravidel považují za hru bez výsledku a řeší se opakováním partie nebo jiným způsobem závislým na organizačních pravidlech soutěže, v níž k této situaci došlo. V některých systémech (například Ingova pravidla) nemůže k opakování pozice na desce dojít.

## Počítání skóre
Počítání skóre následuje po dohrání partie (poté co se oba hráči vzdají tahu slovem pass). Před vlastním počítáním ještě může proběhnout rozřešení sporných situací. Sporné situace podle japonských pravidel se řeší precedenty, podle čínských pravidel dohrávkou. Jiné systémy pravidel řeší tento problém různě.
Historicky (do začátku dvacátého století) se pro počítání skóre v Číně používal systém počítání kamenů na desce.
V současnosti pro počítání skóre existují dva hlavní systémy: počítání území a počítání plochy. Ve většině případů se výsledek partie (rozdíl skóre hráčů) zjištěný počítáním území a počítáním plochy liší o 0 nebo 1 bod. Systém počítání ovlivňuje i dohrávky. U speciálních situací může rozdíl výsledků dosáhnout i několika bodů.

### Počítání území
Systém počítání území (japonský systém) spočívá v počítání prázdných průsečíků uvnitř skupin a zajatých soupeřových kamenů. Tento systém nevyžaduje během hry zaplnění prázdných průsečíků mezi skupinami, protože na nich již výsledek nezáleží.
Při praktickém počítání se obvykle postupuje tak, že oba soupeři nejprve vyberou ze svého území soupeřovy kameny, na kterých se shodli, že jsou mrtvé (bylo by možné je prakticky zajmout, ovšem pouze za cenu, že by si hráč zaplnil své území - a k tomu jej pravidla nenutí).
Oba soupeři zaplní zajatými kameny soupeřovo území (černý zaplní zajatými bílými kameny bílé území a naopak).
Území se upraví tak, aby vznikla obdélníková pole, kde se budou průsečíky snadno počítat. Oba hráči sečtou takto vzniklá území a jejich rozdíl dá konečné skóre. K němu se ještě na úplný závěr přičte komi (které je obvykle neceločíselné, čímž se zajistí, že nedojde k remíze).

### Počítání plochy
V systému počítání plochy se počítá bodový zisk hráče jako součet jeho živých kamenů a prázdných průsečíků, které ohraničují.
Tento systém se používá především v Číně.
Rozdíl od počítání území se projeví při dohrávce: každý tah do neutrálního území přináší bodový zisk, proto se vyplatí vyplnit všechny neutrální průsečíky. Výsledek je však obvykle shodný (+/- jeden bod) s teritoriálním systémem. Větší rozdíl může nastat, vzniknou-li speciální situace.

## Systémy pravidel

### Česká pravidla
Česká pravidla vycházejí z pravidel japonských (především se používá japonské počítání skóre).
Jedinou podstatnou výjimkou je řešení sporných situací na konci hry. Podle českých pravidel se ve sporných případech provádí dohrávka.

### AGA (americká) pravidla
Americká pravidla se snaží propojit čínský a japonský systém. Dohrávka je pravidly upravena tak, aby při obou způsobech počítání vyšel stejný výsledek. Tato pravidla eliminují sporné situace a opakování pozice na desce s ukončením hry bez výsledku.

### Ingova pravidla
Ingova pravidla jsou snahou o sofistikovaný systém, který eliminuje sporné situace a možnost ukončení hry bez výsledku.
Hlavní změnou proti japonským pravidlům je rozšíření pravidla o ko: Podle Ingových pravidel se nesmí v partii opakovat vůbec žádná předchozí situace (podle běžných pravidel je zakázáno pouze opakování situace v předcházejícím tahu). Tím je odstraněn problém trojitého ko.
Ingova pravidla také ukončují seki, vázané přes dvojité ko. Je to tím, že dvojité ko v této pozici by vedlo k opakování pozice po více tazích, což tato pravidla zakazují.

## Formální zdvořilost
Kromě pevně daných pravidel existují v go i pravidla zdvořilosti. Patří sem například:
- Umístění prvního tahu - první tah by měl černý udělat do pravého horního kvadrantu gobanu (ze svého pohledu).
- Kladení handicapových kamenů - je tradicí dané pevné pořadí kladení handicapových kamenů. První se - podobně jako první tah - klade do pravého horního rohu z pohledu černého.